# Edward Palmer Thompson
Edward Palmer Thompson (ur. 3 lutego 1924, zm. 28 sierpnia 1993 w Upper Wick) – brytyjski historyk, współtwórca czasopisma „The New Left Review”, eseista, lewicowy działacz społeczny, jedna z czołowych postaci brytyjskiej Nowej Lewicy.

## Życiorys
Urodził się w rodzinie metodystów. Jego ojciec, Edward Thompson senior,  był misjonarzem, znawcą języka bengalskiego i zwolennikiem ruchu niepodległościowego Indii. E. P. Thompson miał starszego brata, Franka, który zginął podczas II wojny światowej, szkoląc komunistyczną partyzantkę w Bułgarii. Edward brał udział w kampanii włoskiej, walczył m.in. pod Monte Cassino. Studiował literaturę angielską w Cambridge. W 1946 uzyskał bakelaureat w Corpus Christi College. Przez pewien czas pracował jako nauczyciel dla dorosłych. W 1948 znalazł zatrudnienie na University of Leeds i pracował tam przez następne 17 lat.  
Był członkiem Brytyjskiej Partii Komunistycznej (od 1942), z której wystąpił po radzieckiej pacyfikacji Węgier w 1956 i ujawnieniu tzw. referatu Chruszczowa. Współzakładał Communist Party Historians Group. Był współzałożycielem czasopisma „The New Left Review” i jednym z prominentnych działaczy oscylującego wokół tegoż czasopisma środowiska tzw. Nowej Lewicy. W 1969 dołączył do redakcji czasopisma „Past & Present”. Od 1965 pracował na nowo utworzonym Uniwersytecie Warwick. W 1972 zrezygnował z pracy na tejże uczelni. W latach 80. zaangażował się w działalność pacyfistyczną w opozycji do rosnącego globalnego zagrożenia nuklearnego, jako jedna z ważniejszych postaci Kampanii na rzecz Rozbrojenia Nuklearnego (CND). Działał też w ramach organizacji European Nuclear Disarmament (END).
Jego pierwszą książką była biografia Williama Morrisa (1955). W 1963 opublikował książkę pt. The Making of the English Working Class (wg innego źródła wydana w 1961), uznawaną za jedno z najważniejszych dzieł XX-wiecznej historii społecznej. W latach następnych wydał m.in. monografię pt. Whigs and Hunters, gdzie badał dzieje XVIII-wiecznego społeczeństwa Wielkiej Brytanii i historię brytyjskiego prawodawstwa kryminalnego, oraz liczne artykuły i eseje nt. historii społecznej i kulturowej XVIII i XIX wieku. Publikował teksty nt. współczesnej mu sytuacji politycznej i społecznej. Pod koniec życia pracował nad biografią Williama Blake'a, która ukazała się już po jego śmierci w 1993. Wiele spośród jego krótszych form było wydawane w zbiorach takich jak Writings By Candlelight czy Customs in Common.
Był teoretykiem marksizmu. W swoich pracach odrzucał popularną dla historiografii marksistowskiej metodę ekonomistycznego tłumaczenia zjawisk historycznych, opowiadając się po stronie sprawczości społeczeństw i roli jednostek w kształtowaniu dziejów. Był w związku z tym przeciwnikiem determinizmu. Krytykował hierarchiczną, zamkniętą kulturę akademicką i stawał po stronie studentów podczas ich wystąpień na fali wydarzeń roku 68.. Jego dorobek spotykał się z silną krytyką ze względów zarówno politycznych jak i metodologicznych. 
W 1948 ożenił się z historyczką Dorothy Sale, którą poznał na studiach (wg innych źródeł Dorothy Towers, którą poznał w Jugosławii). Miał córkę oraz dwu synów. W 1979 został wybrany honorowym członkiem zagranicznym American Academy of Arts and Sciences.   